# Kadettenschule (Hannover)

Die Königlich Hannoversche Kadettenschule in der Waterloostraße, links als preußische Kriegsschule um 1896; rechts in den restaurierten Resten nach dem Zweiten Weltkrieg

Die Königliche Cadettenschule in Hannover, auch Kadettenschule, oder Cadettenanstalt und später Kriegsschule genannt, war eine militärische Schulungseinrichtung und ist heute Teil der Polizeidirektion Hannover. Standort des denkmalgeschützten Bauwerks ist die Waterloostraße 9 im hannoverschen Stadtteil Calenberger Neustadt.

## Geschichte
Der Gebäudekomplex der ehemaligen Königlichen Kadettenschule, nahe dem Waterlooplatz, wurde von 1842 bis 1843 erbaut. An der Straßenseite wies das Hauptgebäude eine Länge von 60 m auf. Die beiden Seitenflügel waren 20 m lang. 1894 wurde das Hauptgebäude um ein 25 m langes Lehrgebäude erweitert. Sämtliche Teile des Gebäudes waren unterkellert und oberirdisch drei Geschosse hoch. Die Fassaden waren im Rundbogenstil gehalten. Zum Gebäudekomplex der ehemaligen Königlichen Kadettenschule gehörte eine überdachte Reitbahn, Latrinen, mehrere Geschützschuppen, eine Kegelbahn, ein Fecht- und Turnschuppen sowie mehrere Pferdeställe. In der Kadettenschule konnten bis zu 120 Kadetten untergebracht werden. Jedem Kadetten standen 52 m³ Raumvolumen zur Verfügung. In anderen Kasernen standen den Soldaten nur etwa die Hälfte des Raumvolumens zur Verfügung. Das große Raumvolumen entstand aufgrund der 5 m hohen Geschosshöhe, was aber die Heizfähigkeit der einzelnen Räume stark beeinträchtigte.
Nach dem Deutschen Krieg wurde das Königreich Hannover im Rahmen der preußischen Annexion zu einer Provinz des Königreichs Preußen. Im Zuge dessen wurde die Königliche Kadettenschule im Jahr 1867 zu einer Preußischen Kriegsschule. Ab 1919 wurde der Gebäudekomplex vom damaligen Polizeipräsidium und der Polizeidirektion Hannover genutzt. Schon zuvor war 1903 auf einem Nachbargrundstück ein Neubau des Polizeipräsidiums errichtet worden.
Bei einem Bombenangriff während des Zweiten Weltkriegs wurden viele Gebäude am Waterlooplatz stark beschädigt. Einige der Gebäude wurden vollständig abgerissen. Bei der Kadettenschule wurden die oberen beiden Geschosse abgetragen, so dass heute nur noch das Erdgeschoss mit der ursprünglichen Eingangstür auf der Straßenseite erhalten sind. Das nachträglich angebaute Lehrgebäude ist vollständig erhalten geblieben.

## Persönlichkeiten

### Schüler
- 1842 begann Carl von Brandis, später Gründer der Stadt Johannesburg in Südafrika, seine zweijährige Ausbildung am hannoverschen Kadetten-Institut.[6]